# Antonieta Rodríguez
Antonieta Rodríguez Paris (Puerto Montt, 1942) es una profesora y escritora chilena adscrita a la literatura infantil y juvenil vinculada al Grupo Polígono de Puerto Montt.
Es Profesora de Castellano y Filosofía de la Universidad Católica de Valparaíso y actualmente es miembro correspondiente de la Academia Chilena de la Lengua.
Ha dedicado su vida a la enseñanza y a la difusión del hábito de la lectura. Ha sido participante activa de "Encuentros de Escritores" regionales como el Arco Iris de Poesía, de Puerto Montt, así como también de Ferias de Libros en diversas ciudades del país, como La Serena, Castro, Puerto Varas, Puerto Montt y Osorno. Ha sido colaboradora del diario El Llanquihue de Puerto Montt, con artículos sobre literatura y educación.
Por otra parte, ha escrito ensayos para revistas de temas culturales, y sus poemas han aparecido en varias antologías. Es hija Ilustre de la ciudad de Puerto Montt y actualmente profesora de literatura en la Universidad San Sebastián. 

## Obras
- Cinco poemas y algunos diseños (1976).
- Cartas desde Puerto Montt (1980).
- Poemas infantiles y escolares (1981).
- Cartas desde España (1983).
- Poemas gramaticales (1994).J
- Las invisibles (2001).
- Pan de luna y otros versos para niños (2006).
- Armario (2010).